# Stéphane Audel
Stéphane Audel(23 de junio de 1901 – 21 de julio de 1984) fue un actor teatral y cinematográfico belga.

## Biografía
Nacido en Lieja, Bélgica, su verdadero nombre era Amédée Glesener.
Stéphane Audel desarrolló la mayor parte de su trayectoria artística en el teatro y la radio, actuando principalmente en Suiza y Francia.
Falleció en 1984 en Tilff, Bélgica.

## Teatro
- 1922 : Le Mariage d'Hamlet, de Jean Sarment
- 1924 : L'Épreuve du bonheur, de Henri Clerc
- 1929 : Les Vrais Dieux, de Georges de Porto-Riche, escenografía de Henri Desfontaines, Théâtre Albert 1er
- 1930 : La ópera de los tres centavos, de Bertolt Brecht, escenografía de Gaston Baty
- 1933 : Napoléon, de Saint-Georges de Bouhélier
- 1935 : Margot, de Édouard Bourdet, escenografía de Pierre Fresnay
- 1937 : Numance, a partir de Miguel de Cervantes, escenografía de Jean-Louis Barrault
- 1942 : L'Annonce faite à Marie, de Paul Claudel, escenografía de Louis Jouvet
- 1942 : La Belle au bois, de Jules Supervielle, escenografía de Louis Jouvet
- 1949 : L'Archipel Lenoir, de Armand Salacrou, escenografía de Charles Dullin, Théâtre des Célestins
- 1950 : L'Affaire Fualdès, de Denis Marion, escenografía de Georges Douking, Théâtre du Vieux Colombier
- 1951 : Corruption au palais de justice, de Ugo Betti, escenografía de Yves Villette, Théâtre Lancry
- 1953 : Sur la terre comme au ciel, de Fritz Hochwälder, escenografía de Jean Mercure, Théâtre des Célestins
- 1956 : Los bajos fondos, de Máximo Gorki, escenografía de Sacha Pitoëff
- 1957 : Vous qui nous jugez, de Robert Hossein, escenografía del autor, Théâtre de l'Œuvre
- 1957 : Bettina, de Alfred Fabre-Luce, escenografía de Pierre Valde, Théâtre de l'Œuvre
- 1959 : Le Client du matin, a partir de Brendan Behan, escenografía de Georges Wilson
- 1963 : El sistema Fabrizzi, de Albert Husson, escenografía de Sacha Pitoëff, Théâtre Moderne
- 1966 : Dieu, empereur et paysan, de Julius Hay, escenografía de Georges Wilson, Teatro Nacional Popular y Festival de Aviñón

## Filmografía
- 1925 : La Vocation d'André Carel, de Jean Choux
- 1939 : Le Feu de paille, de Jean Benoît-Lévy
- 1956 : L'Affaire Hugues (TV), episodio de la serie En votre âme et conscience
- 1957 : L'Affaire Pranzini (TV), episodio de la serie En votre âme et conscience
- 1957 : L'Affaire Levaillant (TV), episodio de la serie En votre âme et conscience
- 1967 : Au théâtre ce soir : Le Système Fabrizzi, de Albert Husson, escenografía de Sacha Pitoëff, dirección de Pierre Sabbagh, Théâtre Marigny

## Publicaciones
- La Maison du coin (novela autobiográfica), Éditions du Scorpion, París, 1960
- Les Instruments de musique, dibujos de Judith Bledsoe, Armand Colin, París, 1961